# سید محمد قاضی
سید محمد قاضی (زاده ۷ مهر ۱۳۳۰ - قم) تهیه‌کننده و فیلم‌بردار اهل ایران است.

## تهیه‌کننده
- تو را دوست دارم (۱۳۷۸)
- هفت‌گذرگاه (۱۳۷۴)
- آقای شانس (۱۳۷۳)
- مأموریت آقای شادی (۱۳۷۱)
- دیدار در استانبول (۱۳۷۰)
- یوزپلنگ(۱۳۶۴)
- کرکس‌ها می‌میرند (۱۳۵۹)
- از فریاد تا ترور (یار دبستانی)
- باغ درون (تله)
- بابک و گلی (تله)
- دربست آزادی (۱۳۹۳)
- ترانه کوچک زندگی (تله)
- شوخی ممنوع (تله)
- تاریخ‌سازان
- یک روزخوب
- مأموریتی برای وطنم (مستند)
- افطار خونین (مستند)
- زندگی شهید مهدی عراقی و فرزندش (مستند)
- زندگی سیدعلی اندرزگو
- سریال سواران جنوب
- سریال خود درمانی

## مدیر فیلم‌برداری
- افراطی‌ها (۱۳۸۸)
- تو را دوست دارم (۱۳۷۸)
- فرار بزرگ (۱۳۷۶)
- هفت‌گذرگاه (۱۳۷۴)
- آقای شانس (۱۳۷۳)
- مأموریت آقای شادی (۱۳۷۱)
- دیدار در استانبول (۱۳۷۰)
- یوزپلنگ (۱۳۶۴)
- ولی‌نعمت (۱۳۵۴)
- باعشق مردن (۱۳۵۶)
- این گروه محکومین (۱۳۵۵)
- شیطان (۱۳۵۶)
- ساخت ایران (۱۳۵۶)
- کرکس‌ها می‌میرند
- از فریاد تا ترور (یار دبستانی)
- تاریخ‌سازان
- بازرس ویژه
- زمزمه
- دلار
- دیوار
- تعصب
- فرار بزرگ
- افطار خونین
- مأموریتی برای وطنم

## فیلم‌بردار
- مأموریت آقای شادی (۱۳۷۱)
- دلار (۱۳۶۷)
- زمزمه (۱۳۶۶)
- بازرس ویژه (۱۳۶۰)
- شمر (۱۳۵۹)
- از فریاد تا ترور (۱۳۵۹)
- تاریخ‌سازان (۱۳۵۹)
- کرکس‌ها می‌میرند (۱۳۵۹)
- با عشق مردن (۱۳۵۷)
- ساخت ایران (۱۳۵۷)
- این گروه محکومین (۱۳۵۶)
- ولی‌نعمت (۱۳۵۵)